# عوس شبكي
العوس الشبكيّ هو ببغاء متوسط الحجم (31 سم)، ويوجد في جزر تانيمبار وبابار في جزر الملوك الجنوبية.